# Egremont (Massachusetts)
Egremont és una població dels Estats Units a l'estat de Massachusetts. Segons el cens del 2000 tenia 1.345 habitants.

## Demografia
Segons el cens del 2000, Egremont tenia 1.345 habitants, 609 habitatges, i 408 famílies. La densitat de població era de 27,6 habitants/km².
Dels 609 habitatges en un 22,8% hi vivien nens de menys de 18 anys, en un 54% hi vivien parelles casades, en un 10% dones solteres, i en un 33% no eren unitats familiars. En el 27,6% dels habitatges hi vivien persones soles l'11,2% de les quals corresponia a persones de 65 anys o més que vivien soles. El nombre mitjà de persones vivint en cada habitatge era de 2,21 i el nombre mitjà de persones que vivien en cada família era de 2,67.
Per edats la població es repartia de la següent manera: un 18,3% tenia menys de 18 anys, un 4,7% entre 18 i 24, un 22,5% entre 25 i 44, un 34,6% de 45 a 60 i un 20% 65 anys o més.
L'edat mediana era de 47 anys. Per cada 100 dones de 18 o més anys hi havia 90,8 homes.
La renda mediana per habitatge era de 50.000 $ i la renda mediana per família de 60.104$. Els homes tenien una renda mediana de 40.885 $ mentre que les dones 31.875$. La renda per capita de la població era de 41.702$. Entorn del 4,3% de les famílies i el 5,1% de la població estaven per davall del llindar de pobresa.